# Чхильбосан
Чхильбосан (кор. 칠보산?, 七寶山?) — гора в КНДР в провинции Хамгён-Пукто (в основном в уезде Мёнчхон, а также в уездах Хвадэ, Хвасон и Оран) высотой 894 метра. Название переводится с корейского языка как «гора семи сокровищ» из-за легенды о семи кладах, зарытых на их склонах. Главная достопримечательность — буддийский храм Кэсимса, основанный в IX веке.
Чхильбосан — это не одиночная гора, но небольшой горный массив общей площадью около 50 км². Обычно делится на внутренний Чхильбосан, внешний Чхильбосан и прибрежный Чхильбосан, примыкающий к Японскому морю. Среднегодовая температура на склонах горы — 7-8 °C, среднегодовое количество осадков — около 800 мм.
Чхильбосан — одно из немногих мест в Северной Корее, куда пускают иностранных туристов. Здесь в 90-х годах XX века была создана соответствующая инфраструктура.